# Volodymyr Bajenko
Volodymyr Volodymyrovyč Bajenko (in ucraino Володимир Володимирович Баєнко?; Kal'mius'ke, 9 febbraio 1990) è un ex calciatore ucraino, di ruolo difensore.

## Carriera
Ha giocato nella massima serie dei campionati ucraino, uzbeko e lettone.

## Palmarès

### Club
- Coppa di Lettonia: 1

Riga FC: 2018
- Campionato lettone: 1

Riga FC: 2018
- Coppa d'Estonia: 1

Levadia Tallinn: 2020-2021